# La Nuit d'Orion
Pour plus de détails, voir Fiche technique et Distribution.
La Nuit d'Orion (Orion and the Dark) est un film d'animation américain réalisé par Sean Charmatz, sorti en 2024. Le scénario, écrit par Charlie Kaufman, est adapté du livre pour enfants d'Emma Yarlett intitulé L'Enfant qui avait peur du noir.
Produit par DreamWorks Animation, le film est diffusé le 2 février 2024 sur Netflix,.

## Synopsis
Orion est un garçon de l'école primaire avec une liste apparemment sans fin d'angoisses et de peurs irrationnelles, telles que les intimidateurs, provoquer une inondation, les sonneries des téléphones portables, les clowns assassins des égouts, la chute depuis un gratte-ciel et la peur d'être rejeté par son coup de cœur d'école, Sally, lors d'une prochaine sortie scolaire au planétarium. Mais de toutes ses peurs, la chose dont il a le plus peur est ce à quoi il est confronté tous les soirs : l'obscurité.
Une nuit, Orion est effrayé par une panne d'électricité soudaine et, lorsqu'il maudit frénétiquement l'obscurité, l'incarnation de sa pire peur, Noir, apparaît devant lui en se montrant amicale mais il commence à irriter d'entendre Orion se plaindre de lui constamment, et offre d'aider le garçon réticent à vaincre ses peurs en lui montrant les bienfaits de l'obscurité.
Au cours de leurs voyages, Noir présente Orion à ses autres associés : Sommeil, Insomnie, Quiétude, Drôles de Bruits et Rêverie. Les autres gronde Noir pour avoir amené Orion, sachant trop bien son névrosisme. Noir réussi à les convaincre de le laisser assister à leur travail, ce à quoi ils sont d'accord à contrecœur. Alors qu'ils voyagent, Noir montre à Orion ce que chacun des entités nocturnes fait: Sommeil fait dormir les gens difficiles avec des méthodes assommantes ; Insomnie réveil les gens en plein nuit pour qu’ils se souviennent de leur stress du moment ; Quiétude absorbe le sons des environnant afin d’apporter le silence ; Drôles de Bruits fait divers bruits à l'extérieur des maisons pour que leurs rêves soit crédible chez les gens ; et Rêverie entre dans les rêves des gens pour changer leurs angoisses en un aspect positif. Cependant, les choses commencent à mal tourner quand Orion, en raison de sa propre anxiété, interfère avec le travail des autres entités surtout pour Rêverie quand il mêle ses peur dans un rêve mais il réussit à vaincre une de ses peurs. Finalement, Orion commence à apprécier Noir et ils commencent à devenir amis, et le jeune garçon aide les entités nocturnes dans leurs tâches. Pendant une pause en Chine, Orion apprend que Noir n’apprécie pas Lumière car c’est lui qui apporte la lumière du jour le matin tandis qu’il apporte l'obscurité de la nuit le soir et la haine des gens envers lui.
En continuant leur voyage, Orion remarque par inadvertance que la lumière semble beaucoup plus préférable à l'obscurité, car la lumière le fait se sentir en sécurité et au chaud. Se sentant délacées, les entités nocturnes abandonnent leurs tâches nocturnes au profit du travail pendant la journée. En colère et attristé que les autres l'aient abandonné, Noir s'arrête au milieu du vol et lui et Orion se perchent au sommet d'une montagne.Orion coupable supplie Noir de se déplacer avant que Lumière ne le traverse et ne le désintègre. L'obscurité ne bouge pas et à mesure que la lumière passe à travers lui, il disparaît, abandonnant Orion. Maintenant seul, Orion est assis au sommet de la montagne dont il se rend compte qu'il est en fait sur le dos d'une tortue volante, consumé par la culpabilité pour ce qu'il a fait.
Avec la fin de l'histoire, il a été révélé qu' Orion adulte raconte l'histoire à sa fille, Hypatie, pour l'aider avec ses propres peurs. Alors qu'ils se promènent en plein nuit dans la ville jusqu'au planétarium, Hypatie est choquée d’apprendre que son père ne se souvient pas de la fin de l’histoire et décide de la terminer en s’incluant dedans.
Alors qu'elle reprend l'histoire, Orion, maintenant allongé sur la plage, rencontre par Hypatie qui promet de l'aider à remettre les choses dans l’ordre en récitant un poème qu'elle a écrit sur la base de l'histoire jusqu'à présent, les entités nocturnes sont attirées par la plage après avoir vu le chaos que peu provoqué lumière du jour sans obscurité pour maintenir l'équilibre. Hypatie souligne que Noir n'est pas entièrement parti car il est une incarnation littérale de la pire peur d'Orion : tout ce qu'il a à faire, c'est de dormir et de rêver de Noir.
Avec l'aide de Rêverie, les deux enfants entrent dans le subconscient d'Orion et parvient à faire revenir Noir, mais les retrouvailles sont écourtée lorsque la porte du placard s'ouvre révélant un trou noir qui aspire Noir. Orion, qui à enfin réussi à vaincre ses peurs, saute pour sauver son ami. Les entités nocturnes se rendent compte que la seule façon de les sauver est de réveiller Orion, mais toutes leurs tentatives échouent jusqu'à ce que Quiétude aspire tout le son de la région et dise doucement à Orion qu'il est temps de se réveiller. Noir réapparaît et restaurant l'ordre naturel du monde en remettant l’obscurité puis il ramène les enfants à la maison d'Orion avant de leur faire leurs adieux. Cela leur laisse un problème, car Hypatie se trouve 20 ans dans le passé et n'a aucun moyen de rentrer chez elle. L'histoire est résolue lorsqu'un garçon nommé Tycho arrive dans une machine à remonter le temps pour ramener Hypatie à sa place.
L'histoire se termine par Tycho qui se révèle être le fils d’Hypatie devenue adulte alors qu’elle raconte l'histoire sans se rappeler la fin jusqu’à ce que Tycho de la terminer en s’ajoutant. Pour terminer l'histoire, Hypatie sort pour dire bonne nuit à son père et à sa mère, Orion et Sally, maintenant beaucoup plus âgés, alors que la scène remonte au début du film avec un jeune Orion et Sally regardant les étoiles lors d’une sortie au Planétarium.

## Fiche technique
- Titre : La Nuit d'Orion'
- Titre original : Orion and the Dark'
- Réalisation : Sean Charmatz
- Scénario : Charlie Kaufman, avec l'assistance de Lloyd Taylor et Brandon Sawyer, d'après l'album jeunesse L'Enfant qui avait peur du noir d'Emma Yarlett
- Musique : Kevin Lax et Robert Lydecker
- Montage : Kevin Sukho Lee
- Production : Peter McCown
- Société de production : DreamWorks Animation et Mikros Animation
- Société de distribution : Netflix
- Pays :  États-Unis et  France
- Langue originale : anglais
- Durée : 93 minutes
- Dates de sortie : 
  - Netflix : 2 février 2024

## Distribution

### Voix originales
Sauf indication contraire, les informations mentionnées dans cette section peuvent être confirmées par la base de données cinématographiques IMDb,  présente dans la section « Liens externes ».
- Jacob Tremblay : Orion
  - Colin Hanks : Orion adulte
- Paul Walter Hauser : Dark
- Ike Barinholtz : Light
- Angela Bassett : Dreams
- Natasia Demetriou : Sleep
- Golda Rosheuvel : Unexplained Noises
- Nat Faxon : Worrisome Insomnia
- Aparna Nancherla : Quiet
- Carla Gugino : la mère d'Orion
- Matt Dellapina : le père d'Orion
- Jack Fisher : Richi Panichi
- Werner Herzog : le narrateur

### Voix françaises
- Oscar Biavan : Orion
  - Emmanuel Garijo : Orion adulte
- Jérémie Bédrune : Noir
- Emmanuel Curtil : Lumière
- Déborah Claude : Rêverie
- Alexia Lunel : Sommeil
- Annie Milon : Drôles de Bruits
- Bertrand Liebert : Insomnie
- Marie-Eugénie Maréchal : Quiétude
- Clara Quilichini : Sally
  - Jeanne Savary : Sally adulte
- Bianca Tomassian : Hypatie
  - Geneviève Doang : Hypatie adulte
- Odile Cohen : la mère d'Orion
- Loïc Houdré : le père d'Orion
- Christine Braconnier : Irene
- Lisa Caruso : Lisa
- Fanny Bloc : Tycho
- Nadine Girard : Richi Panichi
- Ethel Houbiers : Mme Spinoza
- Frédéric Cerdal : le narrateur

Version française dirigée par Jean-Philippe Puymartin au studio Titra Film, d'après une adaptation des dialogues d'Anthony Panetto.
 Source et légende : version française (VF) sur RS Doublage et carton du doublage français.

### Voix québécoises
- Matis Ross : Orion
- Benoît Rousseau : Noir
- Gilbert Lachance : Lumière
- Catherine Proulx-Lemay : Rêverie
- Émilie Bibeau : Sommeil
- Aurélie Morgane : Drôles de Bruits
- François Sasseville : Insomnie
- Mélanie Laberge : Quiétude
- Alice Déry : Sally
- Marilou Forgues : Hypatie
- Marika Lhoumeau : la mère d’Orion
- Christine Bellier : Irene
- Alexio Dimarco : Richi Panichi
- Charlotte Le Bon : Mme Spinoza
- Benoît Brière : le narrateur

## Production
Il est annoncé le 12 juin 2023 que Netflix et DreamWorks Animation collaborent sur le film, qui a été écrit par Charlie Kaufman, et a fait ses débuts dans plusieurs segments au Festival international du film d'animation d'Annecy le même jour. Jacob Tremblay, Paul Walter Hauser et Werner Herzog ont été annoncés comme faisant partie de la distribution vocale.
Mikros Image, qui a travaillé avec DreamWorks Animation sur Capitaine Superslip, fournira l'animation du film depuis Paris et Bangalore.